# First Underground Nuclear Kitchen
First Underground Nuclear Kitchen – dwunasty album studyjny brytyjskiego muzyka Glenna Hughesa. Wydawnictwo ukazało się 11 maja 2008 roku nakładem wytwórni muzycznej Frontiers Records. W nagraniach Hughesa wsparli m.in.: jego wieloletni współpracownik - gitarzysta JJ Marsh oraz znany z występów w zespole Red Hot Chili Peppers perkusista Chad Smith. Materiał był promowany teledyskiem do utworu "Love Communion".

## Lista utworów
Opracowano na podstawie materiału źródłowego.
| Nr  | Tytuł utworu                        | Autorzy                             | Długość |
| --- | ----------------------------------- | ----------------------------------- | ------- |
| 1.  | „Crave”                             | Glenn Hughes                        | 4:20    |
| 2.  | „First Underground Nuclear Kitchen” | Glenn Hughes, Luis Carlos Maldonado | 3:47    |
| 3.  | „Satellite”                         | Glenn Hughes                        | 4:35    |
| 4.  | „Love Communion”                    | Glenn Hughes, Luis Carlos Maldonado | 4:46    |
| 5.  | „We Shall Be Free”                  | Glenn Hughes, Luis Carlos Maldonado | 5:43    |
| 6.  | „Imperfection”                      | Glenn Hughes                        | 4:50    |
| 7.  | „Never Say Never”                   | Glenn Hughes, Luis Carlos Maldonado | 5:08    |
| 8.  | „We Go 2 War”                       | Glenn Hughes, Luis Carlos Maldonado | 3:50    |
| 9.  | „Oil And Water”                     | Glenn Hughes                        | 4:04    |
| 10. | „Too Late To Save The World”        | Glenn Hughes                        | 6:22    |
| 11. | „Where There's A Will...”           | Glenn Hughes                        | 4:31    |
|     |                                     |                                     | 51:56   |

## Twórcy
Opracowano na podstawie materiału źródłowego.
| - Glenn Hughes - produkcja muzyczna, gitara akustyczna, gitara elektryczna, gitara basowa, miksowanie - Luis Maldonado - gitara akustyczna - Mitch Manker - aranżacja instrumentów dętych - Chad Smith - perkusja, instrumenty perkusyjne - Kevin Dean - inżynieria dźwięku - Luis Carlos Maldonado - gitara - Anders Olinder, Ed Roth - instrumenty klawiszowe - Patricia Sullivan - mastering |  | - Gene Kirkland, Alex Solca - zdjęcia - Jim Scott, Ted White - realizacja nagrań - Jono Brown - realizacja nagrań, miksowanie, inżynieria dźwięku - JJ Marsh - gitara elektryczna - Mark Kilian - smyczki - George Nastos - gitara - Mitch Manker, Nick Lane, Paulie Cerra - sekcja dęta |